# 한국한성화교중고등학교
한국한성화교중고등학교(韓國漢城華僑中高等學校)는 서울특별시 서대문구 연희동 89-1에 위치한 대한민국에 살고 있는 화교를 위한 중·고등학교 과정의 외국인학교이다.

## 연혁
출처: 한국한성화교중고등학교 공식 홈페이지
- 1942년: 일본 제국의 식민지로 있던 조선에 거주하던 화교들을 위한 광화중학(光華中學) 개교
- 1945년: 광화중학이 제2차 세계 대전 종전의 여파로 인하여 폐교됨
- 1948년 9월: 한국한성화교중고등학교 개교
- 1949년: 서울 중구 명동에 위치한 주한 중화민국 대사관 동쪽에 한국한성화교중고등학교가 건립됨
- 1951년: 6·25 전쟁의 여파로 인하여 부산으로 임시 이전
- 1954년 3월: 대한민국 정부의 서울 수복과 함께 서울로 귀환
- 1955년 9월: 서울 중구 명동 제1교사 준공
- 1959년 9월: 서울 중구 명동 제2교사 준공
- 1962년 8월 23일: 서울 중구 명동 제3교사 준공
- 1968년 11월: 서울 서대문구 연희동 제1교사 준공
- 1969년 3월: 한국한성화교중고등학교가 서울 서대문구 연희동으로 이전됨
- 1971년 6월: 서울 서대문구 연희동 제2교사 준공
- 1974년 10월: 구내식당 준공
- 1974년 11월: 기숙사 준공
- 1977년 5월: 오디토리엄 준공
- 1982년 8월: 시청각실 설립
- 1986년 1월: 컴퓨터실 설립
- 1992년 9월 15일: 대한민국과 중화민국 간의 외교 관계 단절에 따라 폐쇄된 주한 중화민국 대사관 청사 부지 안에 설치되어 있던 쑨원과 장제스 동상을 한국한성화교중고등학교로 이전하는 계획이 확정됨[2][3]
- 1993년 5월 5일: 쑨원과 장제스 동상 이전 작업 완료

## 같이 보기
- 한국한성화교소학교